# Wendy (Sängerin)
Son Seung-wan (* 21. Februar 1994 in Seongbuk-dong, Seoul, Südkorea), besser bekannt unter ihrem Künstlernamen Wendy, ist eine südkoreanische Sängerin. Sie ist Mitglied der südkoreanischen Girlgroup Red Velvet.

## Frühes Leben
Wendy wurde am 21. Februar 1994 in Seoungbuk-dong, Seoul, Südkorea geboren. Sie stammt aus einer Familie von Musikliebhabern und zeigte bereits mit sechs Jahren Interesse daran, Sängerin zu werden. Neben ihrer Leidenschaft für das Singen ist sie in der Lage, mehrere Instrumente zu spielen, darunter Klavier, Gitarre, Flöte und Saxophon.
Bis zur fünften Klasse lebte sie mit ihrer Familie in Jecheon und zog dann mit ihrer älteren Schwester Son Seung-hee nach Kanada, um dort zur Schule zu gehen. Wendy lebte in Brockville, Ontario, bevor sie in die USA zog, um dort die Shattuck-St. Mary’s School in Faribault, Minnesota zu besuchen. Dort hatte sie herausragende Zensuren, war als Sportlerin aktiv und erhielt einige Auszeichnungen für akademische und musikalische Aktivitäten. Zu dieser Zeit begann sie ihren englischen Namen Wendy Shon zu verwenden. Später besuchte sie die Richmond Hill High School in Richmond Hill, Greater Toronto Area, Ontario, wo sie Mitglied des Schulchores Vocal Fusion war. Durch das Leben in beiden Ländern beherrscht sie fließend Englisch, ferner lernte sie Französisch und Spanisch.
Ihre Eltern waren ursprünglich dagegen, dass Wendy eine Karriere als Sängerin verfolgt, und wollten, dass sie sich weiterhin auf ihre schulischen Aktivitäten konzentriert. Während sie noch in der High School war, erlaubten sie ihr letztendlich doch zu Vorsingen zu gehen, um Sängerin in Südkorea zu werden.

## Karriere

### Vor dem Debüt: S.M. Rookies
2010 reichte Wendy ein Video für die Koreaboo: Cube Entertainment Global Auditions 2011 ein. Obwohl sie nicht die finale Gewinnerin war, war sie eine von 15 Finalisten die von der koreanischen Sängerin G.NA und Koreaboo aus 5000 Videos persönlich ausgewählt wurden um in der finalen Runde in Vancouver, British Columbia, Kanada anzutreten.
S.M. Entertainment nahm sie nach der S.M. Global Audition in Kanada 2012 unter Vertrag. Am 14. März 2014 wurde sie offiziell als Mitglied des S.M. Entertainment Trainingsteams SM Rookies vorgestellt. Während ihrer Zeit bei SM Rookies veröffentlichte sie den Song Because I Love You für den Soundtrack des Mnet TV-Dramas Mimi und trat im dazugehörigen Musikvideo auf.

### Red Velvet und Solo-Aktivitäten

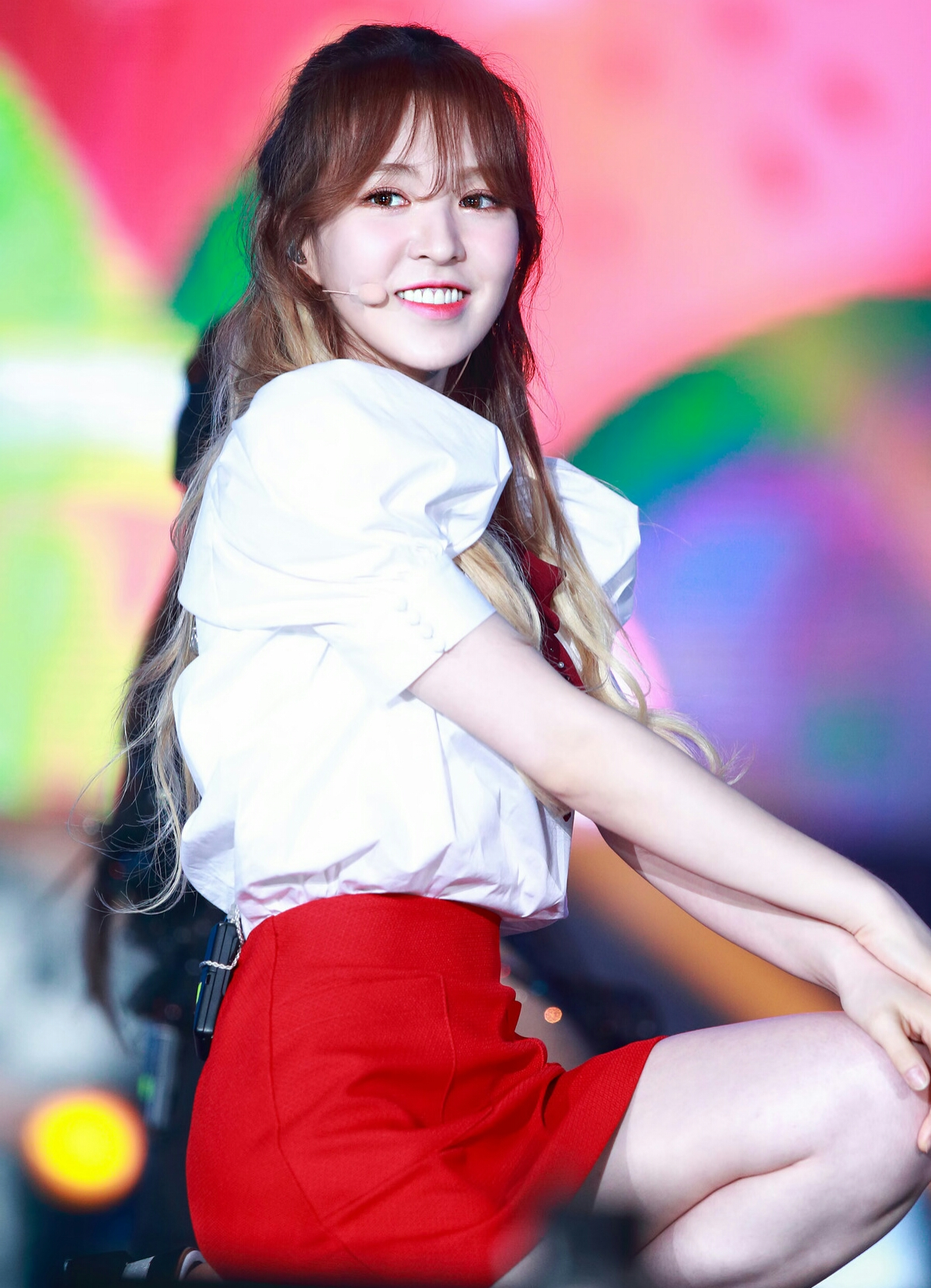
Wendy beim Korea Music Festival (2017)

Im Juli 2014 wurde Wendy als offizielles Mitglied von Red Velvet vorgestellt. Die Gruppe machte ihr Debüt am 1. August 2014 mit der digitalen Single Happiness.
Wendy arbeitete mit der Rapperin Yuk Jidam zusammen in dem Song Return für den Soundtrack des KBS2-TV-Dramas Who Are You: School 2015. Der Song wurde am 8. Juni 2015 veröffentlicht und erreichte Platz 31 der Gaon Single Charts. Am 16. Oktober veröffentlichte sie den Song Let You Know für den Soundtrack des JTBC TV-Dramas D-Day.
Im Januar 2016 wurde Wendy ein fester Podiumsgast bei We Got Married und nahm an der Musikshow King of Mask Singer als Kandidatin unter dem Namen Space Beauty Maetel teil. Im März 2016 produzierte sie mit Eric Nam das Duett Spring Love für das S.M. Entertainment SM Station Projekt. Der Song erreichte Platz 7 der Gaon Digital Charts. Im Juli 2016 veröffentlichte Wendy zusammen mit ihrer Bandkollegin Seulgi den OST Don't Push Me für das TV-Drama Uncontrollably Fond. Im Oktober 2016 wurde sie zusammen mit ihrer Bandkollegin Irene fester Podiumsgast bei der KBS Show Trick & True. Im Dezember 2016 steuerte sie zwei weitere Songs zu dem SM Station Projekt bei. Zum einen Have Yourself a Merry Little Christmas in Zusammenarbeit mit dem Pianisten Moon Jung-jae und der Violinistin Nile Lee, und zum anderen Sound of Your Heart in Zusammenarbeit mit einigen Künstlern von S.M. Entertainment. Im selben Monat hatte sie ein Feature in der englischen Version des Ricky Martin Songs Vente Pa' Ca.
Wendy veröffentlichte zusammen mit Seulgi im Januar 2017 den Song I Can Only See You für den OST des KBS2 TV-Dramas Hwarang. Im Februar sang sie die koreanische Version des Songs My Time welcher Teil des Soundtracks der Disney Channel Serie Elena von Avalor ist und trat im dazugehörigen Musikvideo auf. Im selben Monat wurde sie Moderatorin der KBS World Show K-Rush. Am 27. Oktober veröffentlichte sie zusammen mit Kangta einen Remake des Songs 인형 (Doll) von den Shinhwa Mitgliedern Shin Hye-sung und Lee Ji-hoon aus dem Jahr 2001 als Teil der zweiten Staffel des SM Station Projekts. Für das Musikvideo verwendete man die Aufnahmen des Live Konzerts von dem Song bei der SMTOWN LIVE TOUR V in JAPAN. Es wurde am selben Tag wie der Song veröffentlicht. Am 2. Dezember veröffentlichte sie zusammen mit Baek A-yeon das Duett The Little Match Girl.
Am 19. Oktober 2018 wird der Song Written in the Stars veröffentlicht, den Wendy mit dem amerikanischen Sänger John Legend in Los Angeles aufnahm. Das Duett soll eine Hommage an das goldene Zeitalter von Hollywood sein.
Am 25. Dezember 2019 hatte Wendy einen Unfall während einer Probe bei den 2019 SBS Gayo Daejeon. Aufgrund nicht eingehaltener Sicherheitsmaßnahmen seitens der Veranstalter und einem nicht vorhandenen Treppenlift fiel sie circa 2,5 Meter. Die daraus resultierenden Verletzungen beinhalten eine Beckenfraktur, ein gebrochenes Handgelenk sowie ein gebrochener Wangenknochen.

## Diskografie

### EPs
| Jahr | Titel         | Höchstplatzierung, Gesamtwochen, AuszeichnungChartsChartplatzierungen (Jahr, Titel, Platzierungen, Wochen, Auszeichnungen, Anmerkungen) | Anmerkungen                                                |
| Jahr | Titel         | KR | Anmerkungen                                                |
| ---- | ------------- | --- | ---------------------------------------------------------- |
| 2021 | Like Water    | KR4 (15 Wo.)KR | Erstveröffentlichung: 5. April 2021 Verkäufe KR: + 183.598 |
| 2024 | Wish You Hell | KR2 (8 Wo.)KR | Erstveröffentlichung: 12. März 2024 Verkäufe KR: + 118.959 |

### Singles
| Jahr              | Titel Album                                                | Höchstplatzierung, Gesamtwochen, AuszeichnungChartsChartplatzierungen (Jahr, Titel, Album, Platzierungen, Wochen, Auszeichnungen, Anmerkungen) | Anmerkungen                                                                     |
| Jahr              | Titel Album                                                | KR | Anmerkungen                                                                     |
| ----------------- | ---------------------------------------------------------- | --- | ------------------------------------------------------------------------------- |
| als Leadmusikerin |                                                            | |                                                                                 |
|                   |                                                            | |                                                                                 |
| 2021              | Like Water                                                 | KR54 (1 Wo.)KR | Erstveröffentlichung: 5. April 2021                                             |
| 2021              | When This Rain Stops Like Water                            | KR91 (1 Wo.)KR | Erstveröffentlichung: 5. April 2021                                             |
| 2024              | Wish You Hell                                              | KR106 (3 Wo.)KR | Erstveröffentlichung: 12. März 2024                                             |
| Zusammenarbeiten  |                                                            | |                                                                                 |
|                   |                                                            | |                                                                                 |
| 2015              | One Dream One Korea Charity single                         | — | Erstveröffentlichung: 2015 Verkäufe KR: + 820.131 mit verschiedenen Interpreten |
| 2016              | Spring Love (봄인가 봐) SM Station Season 1                | KR7 (15 Wo.)KR | Erstveröffentlichung: 4. März 2016 mit Eric Nam                                 |
| 2016              | Have Yourself A Merry Little Christmas SM Station Season 1 | — | Erstveröffentlichung: 2016 mit Moon Jung-jae und Nile Lee                       |
| 2016              | Sound of Your Heart SM Station Season 1                    | — | Erstveröffentlichung: 2016 mit Seulgi, Sunny, Luna, Yesung, Taeil und Doyoung   |
| 2017              | Doll SM Station Season 2                                   | — | Erstveröffentlichung: 2017 mit Kangta und Seulgi                                |
| 2017              | The Little Match Girl (성냥팔이 소녀) SM Station Season 2  | KR55 (2 Wo.)KR | Erstveröffentlichung: 2017 Verkäufe KR: + 59.483 mit Baek A-yeon                |
| 2018              | One Summer (그해 여름) –                                   | KR40 (2 Wo.)KR | Erstveröffentlichung: 2018 mit Yang Da-il                                       |
| 2018              | Written in the Stars SM Station X 0                        | — | Erstveröffentlichung: 2018 mit John Legend                                      |
| 2019              | This Is Your Day (for every child, UNICEF) SM Station X    | — | Erstveröffentlichung: 2019 mit verschiedenen Interpreten                        |
| 2021              | Be Deep (깊어지네) –                                       | — | Erstveröffentlichung: 2021 mit Son Tae-jin                                      |
| 2021              | Airport Goodbyes (공항로) –                                | — | Erstveröffentlichung: 2021 mit der Production durch The Black Skirts            |
| 2023              | Miracle (안부) SM Station Season 4                         | KR170 (1 Wo.)KR | Erstveröffentlichung: 2023 mit MeloMance                                        |
| als Gastmusikerin |                                                            | |                                                                                 |
|                   |                                                            | |                                                                                 |
| 2016              | Vente Pa Ca (englische Version) –                          | — | Erstveröffentlichung: 23. September 2016 Ricky Martin feat. Wendy               |
| 2020              | Be Your Enemy Never Gonna Dance Again: Act 2               | — | Erstveröffentlichung: 2020 Lee Tae-min feat. Wendy                              |
| 2023              | Move Mood Mode Shalala                                     | — | Erstveröffentlichung: 2023 Lee Tae-yong feat. Wendy                             |

### Musikvideos
| Jahr | Titel                                      |
| ---- | ------------------------------------------ |
| 2014 | Because I Love You                         |
| 2016 | Spring Love                                |
| 2016 | Have Yourself a Merry Little Christmas     |
| 2017 | My Time                                    |
| 2017 | The Little Match Girl                      |
| 2018 | Written In The Stars                       |
| 2019 | This Is Your Day (for every child, UNICEF) |
| 2021 | Like Water                                 |
| 2024 | Wish You Hell                              |

## Filmografie

### Filme
| Jahr | Titel             | Rolle      | Anmerkung                              | Ref.   |
| ---- | ----------------- | ---------- | -------------------------------------- | ------ |
| 2015 | SMTown: The Stage | Sie selbst | Dokumentarfilm über S.M. Entertainment | [ 41 ] |

### Fernsehserien
| Jahr | Titel                  | Sender | Rolle      | Anmerkung                  | Ref.   |
| ---- | ---------------------- | ------ | ---------- | -------------------------- | ------ |
| 2016 | Descendants of the Sun | KBS2   | Sie selbst | Cameo-Auftritt, Episode 16 | [ 42 ] |

### TV-Shows
| Jahr      | Titel                      | Sender | Rolle              | Anmerkung      | Ref.          |
| --------- | -------------------------- | ------ | ------------------ | -------------- | ------------- |
| 2015–2016 | We Got Married             | MBC    | Podiumsgast        |                | [ 27 ]        |
| 2016–2017 | Trick & True               | KBS    | fester Podiumsgast | seit Episode 1 | [ 30 ] [ 43 ] |
| 2017      | Raid the Convenience Store | tvN    | Moderatorin        |                | [ 44 ]        |

## Auszeichnungen und Nominierungen
| Jahr | Auszeichnung                 | Kategorie                         | für         | Resultat  | Ref.   |
| ---- | ---------------------------- | --------------------------------- | ----------- | --------- | ------ |
| 2016 | 18th Mnet Asian Music Awards | Best Collaboration (mit Eric Nam) | Spring Love | Nominiert | [ 45 ] |
| 2022 | Korea First Brand Awards     | Best Radio DJ                     |             | Gewonnen  | [ 46 ] |